# Harrisburg, Missouri
Harrisburg är en ort i Boone County i delstaten Missouri, USA.